# Скай Блек
Скай Блек (англ. Skyy Black), справжнє ім'я Рута Лаверн Льюїс (англ. Rutha Laverne Lewis; нар. 18 жовтня 1979, Комптон, Каліфорнія) — американська порноакторка, учасниця Залу слави Urban X Award.

## Біографія
Народилася 18 жовтня 1979 року в Комптоні, Каліфорнія. Дебютувала в порноіндустрії у 2000 році, у віці близько 21 року. Знімалася для таких студій, як Afro-Centric, Black Ice, Black Market Entertainment, Cherry Boxxx, Darkside Entertainment, Evasive Angles, West Coast Productions та інших.
У 2008 році була номінована на Urban Spice Awards в категоріях «найкраща виконавиця» і «найкраща дупа в порно».
Пішла з індустрії у 2014 році, знявшись у 193 фільмах.
У 2017 році включена до Зали Слави Urban X Award.

## Нагороди та номінації
- 2008 номінація на Urban Spice Awards в категорії «найкраща виконавиця»
- 2008 номінація на Urban Spice Awards в категорії «найкраща дупа в порно»
- 2017 включена в Зал слави Urban X Award[4]